# 塚本凌生
塚本 凌生（つかもと りょう、1997年2月4日 - ）は、日本の俳優・モデル。
兵庫県出身。身長177cm。

## 人物
- 趣味はゲーム
- 特技はアコースティックギター、ハンドボール、バスケットボール、空手
- スターダストプロモーション制作3部に所属していた。
- 2023年10月2日にスターダストプロモーションとの契約を満了し退所を発表。現在はフリー。[1]

## 出演

### テレビドラマ
- 『人生が変わる1分間の深イイ話』再現VTR（2015年11月30日、日本テレビ）宇佐美貴史 役
- 日本テレビ系時をかける新型歴史ドラマ『やっちまったヒストリー』関ヶ原の戦い篇（2018年6月21日、読売テレビ）スパイ生徒 役[2]
- 花へんろ 特別編春子の人形（2018年8月4日、NHK BSプレミアム）[3]
- 痛快TV スカッとジャパン（第199回）『ダメな剣道場を救ってくれたヒーロー』（2020年4月20日、フジテレビジョン）[4]
- 仮面ライダーリバイス（テレビ朝日）- 奥田陽介 役
  - 第17話『裏切りの深化、バディの真価』（2022年1月9日）[5]
  - 第18話『バディの軌跡、炎と氷の奇跡』（2022年1月16日）[6]

### テレビ番組
- ちちんぷいぷい『きのう、京、あした』（2017年11月 8日、毎日放送）
- パネルクイズ アタック25『タレント大会』（2021年 6月27日、テレビ朝日）[7]
- 趣味どきっ!刀剣Lovers入門『弐の剣』（2022年10月12日、NHK Eテレ）[8]

### CM・広告
- ソフトバンク×ヤフー！『ポイント10倍』（2018年2月 - 4月、WEB）
- バンダイナムコエンターテインメント『Nintendo Switch版：ドラゴンボール ファイターズ』（2018年9月10日- ）
- 株式会社奥村組　建設LOVE 奥村くみ篇 第7話（2019年1月 - ）- 土木匠 役[9]
- AOKI フレッシャーズ『ドキドキ』篇（2019年2月 - 4月）- 先輩 役
- こくみん共済『マイカー共済』（2019年1月 - ）
- 17LIVE『Official Brand Movie』（2020年9月 - ）
- しまむら 広告 （2020年9月）

### 配信ドラマ
- ブラックシンデレラ（2021年4月22日 - 、ABEMA）
- 私が獣になった夜（2021年7月9日、ABEMA）[10]

### WEB番組
- キャストサイズニュース 第123回（2020年8月19日、ニコニコ生放送）[11]
- ツキプロチャンネル48時間生配信2022（2022年11月5日・6日、YouTube・ニコニコ生放送）[12]
- 飛び出せ！エイプリル（2023年4月1日、YouTube）- 篁志季 役[13]
- ツキプロチャンネル48時間マジカルTV（2023年11月3日・4日、YouTube・ニコニコ生放送）[14]

### ラジオ
- 日向野祥のLet's祥Time (2023年11月20日・27日、文化放送オンデマンドサイト)[15]

### 舞台
- よしもと×アカル Off-Off-Broadway 第28弾『散歩は朝、昼、夜の道』（2017年9月13日 - 17日、NAMBA自由劇場アカルスタジオ）[16]
- 『ガラスの仮面・忘れられた荒野～狼少女ジェーン～』（2017年12月1日 - 3日、NAMBA自由劇場アカルスタジオ）- 主演・スチュワート 役[17]
- A´company Produce Musical『CRAZY×BOTTOM ～僕たちのyell日記～』（2018年11月29日 - 12月2日、シアターグリーン BOX in BOX THEATER）- 海老原瞳介 役[18]
- 劇団バルスキッチン第7回公演『どぎまぎメモリアル』（2019年3月27日 - 31日、バルスタジオ）- 大道寺伸宏 役[19]
- Cheeky☆Queens Stage♯004『VAMP!』（2019年4月19日 - 21日、HEP HALL）- 高見新 役[20]
- STAR☆JACKS『桜舞う夜、君想ふ』「蝶ヨ舞ヱ、躑躅咲ク春二』（2019年7月18日 - 21日、ABCホール）[21]
- 劇団CATMINT#16『朧にかすむ月』（2020年3月5日 - 9日、シアターモリエール）- 主演・桑原葉 役[22]
- 舞台『刀剣乱舞』- 古今伝授の太刀 役
  - 科白劇『刀剣乱舞/灯』綺伝 いくさ世の徒花 改変 いくさ世の徒花の記憶（2020年7月16日 - 8月2日、品川プリンスホテル ステラボール / 2020年8月4日 - 9日、日本青年館ホール）[23]
  - 舞台『刀剣乱舞』綺伝 いくさ世の徒花（2022年3月19日 - 4月3日、明治座 / 4月22日 - 24日、福岡サンパレス ホテル＆ホール / 4月30日 - 5月15日、新歌舞伎座）[24]
  - 舞台『刀剣乱舞』七周年感謝祭 -夢語刀宴會-（2023年8月4日 - 6日、幕張メッセ 幕張イベントホール）[25]
- STAR☆JACKS ＆ Cheeky☆Queens Special Act 2021『メビウス』（2021年1月8日 - 11日、インディペンデントシアター1st）[26]
- LIVE STAGE『スケートリーディング☆スターズ』（2021年10月22日 - 31日、品川プリンスホテル ステラボール）- 桐山樹 役[27]
- ミュージカル『DREAM!ing』- 浅霧巳影 役
  - ミュージカル『DREAM!ing〜Rainy Days〜』（2022年7月8日 - 18日、品川プリンスホテル ステラボール) [28]
  - ミュージカル『DREAM!ing～FUN!:C'est la vie～』（2024年3月23日 - 30日、品川プリンスホテル ステラボール）[29]
- Uzume第9回公演『あの夏の飛行機雲』-永南高校バスケットボール部-（2022年10月14日 - 23日、GARDEN新木場FACTORY) - 春山直樹 役 [30]
- 2.5次元ダンスライブ - 篁志季 役
  - 2.5次元ダンスライブ「S.Q.S」Episode 8『SCHOOL REVOLUTION あの頃の僕らは』（2022年12月2日 - 12日、サンシャイン劇場）[31]
  - 2.5次元ダンスライブ「S.Q.S」Episode 9『The Freely』（2023年6月15日 - 25日、有楽町アイマショウ）[32]
  - 2.5次元ダンスライブ「S.Q.S」Episode 10『月野奇譚 太極伝奇 -干戈騒乱-』（2024年1月19日 - 28日、草月ホール）[33]
  - 2.5次元ダンスライブ「ALIVESTAGE」Episode 9『オトアツメ feat.ORIGIN』（2024年5月10日 - 19日、ヒューリックホール東京）
  - 「ALIVESTAGE」＆「S.Q.S」ツキプロ合同ライブ『ROCKOOL FES 2024』（2024年11月20日 - 24日、東京ドームシティ シアターGロッソ）※21日の公演のみ欠席[34]
- Uzume第10回公演『ホシガクレ』（2023年3月8日 - 12日、テアトルBONBON）
- 舞台『新宿羅生門』（2023年9月22日 - 10月1日、こくみん共済coopホール/スペース・ゼロ）- 桂紫苑 役[35]
- POCCOPUBRE vol.1『朝ドラァ！-Good morning DRAG QUEEN!!-』（2023年11月22日 - 26日、シアターサンモール）- 寄野 役[36]
- 舞台『Change the World』（2024年6月8日 - 16日、サンシャイン劇場）[37]
- 舞台『夏空のモノローグ』（2024年7月24日 - 29日、シアターサンモール） - 木野瀬一輝 役[38]
- 舞台『HOUSE〜7人の地縛霊〜』（2024年8月23日 - 9月1日、シアターサンモール） - 浅岡翔太 役[39][40]
- Uzume第12回公演『あの春は、いつまでも青い』-永南高校バスケットボール部-（2024年9月29日 - 10月6日、彩の国さいたま芸術劇場 小ホール) - 春山直樹 役 [41]
- ミュージカル『DREAM!ing～White Maze～』（2024年12月14日 - 22日、飛行船シアター） - 浅霧巳影 役[42]
- 舞台『ミサイルマン』（2024年10月30日 - 11月4日、シアターサンモール) - 主演・ジェイミー 役 [43]
- 舞台『新宿羅生門 ～薩長エージェンシー編～』（2025年1月18日 - 26日、こくみん共済coopホール/スペース・ゼロ）- 主演・桂紫苑 役[44]
- 舞台『殺し屋トレイシー兄弟の楽しすぎる夜』（2025年3月19日 - 23日、シアターサンモール) - 主演・ジェイク・トレイシー 役 [45]
- 『LUNATIC FES 2025 ～NOBLE FLOWERS～』（2025年3月26日 - 30日、日本青年館ホール）[46]
- ミュージカル『ヘタリア〜A tender world〜』（2025年6月9日 - 26日、日本青年館ホール / 7月3日 - 6日、COOL JAPAN PARK OSAKA WWホール / 7月18日・19日、けんしん郡山文化センター 大ホール） - スウェーデン 役[47]
- 舞台『HOUSEⅡ〜7人の地縛霊〜』（2025年8月15日 - 8月23日、豊島区立舞台芸術交流センターあうるすぽっと） - 浅岡翔太 役[48]
- 舞台『鬼神の影法師』-陰陽寮篇-（2025年10月16日 - 26日〈予定〉、新宿LIVE）[49]
- 舞台『虚の王:‖』（2025年12月11日 - 18日〈予定〉、IMAホール）[50]

### イベント
- 「刀剣乱舞-ONLINE-」五周年記念『刀剣乱舞 大演練』（2020年8月11日、東京ドーム ※公演中止）- 古今伝授の太刀 役[51]
- 「刀剣乱舞-ONLINE-」五周年記念『刀剣乱舞 大演練〜控えの間〜』（2020年8月11日、DMM.com）[52]
- TSUKAMOTO RYO FIRST FAN MEETING　(2023年3月18日、e-create space）[53]
- プロステTV『アニメイト出張編」（2023年5月21日、animate hall BLACK）[54]
- NEW YEAR BRIDGE LIVE2023 （2023年12月31日、有楽町アイマショウ）[55]
- RYO TSUKAMOTO 27th BIRTHDAY EVENT （2024年4月6日、中野坂上ハーモニーホール）[56][57]
- 阿部快征 28歳バースデーイベント「KAIWA 〜創世〜」 (2024年5月25日、ジールシアター新宿）- ゲスト出演[58]
- 田中尚輝 29th Birthday Event　(2024年9月23日、シアター代官山）- ゲスト出演[59]
- 舞台「新宿羅生門」続編公演記念イベント　(2024年10月20日、新宿村LIVE）[60][61]
- 2024→25カウントダウンライブ＆トークショー！feet. MNOPふぇす!! （2024年12月31日、Restaurant＆BarLounge MEDUSA）[62]
- RYO TSUKAMOTO 28th BIRTHDAY EVENT （2025年2月8日、/ 中野坂上ハーモニーホール）[63]
- 日向野祥 34th Birthday Event！「祥」 （2025年3月8日、/ 中野坂上ハーモニーホール）- ゲスト出演[64]
- Kohei Kamiyama 26th Birthday Event （2025年3月8日、/ R'sアートコート）- ゲスト出演[65]
- 中山優貴 34th BirthDay  Event （2025年4月12日、/ MsmileBOX渋谷 ）- ゲスト出演[66]
- 岩佐祐樹バースデーイベント『やりたい放題2025』（2025年4月19日、/ストロボカフェ）- ゲスト出演[67]
- 阿部快征 29th Birthday Event  （2025年5月24日、/ 中野坂上ハーモニーホール）- ゲスト出演[68]
- 三浦海里ファンミーディング（2025年7月26日、/ESP GROOVE LOUNGE TOKYO）- ゲスト出演[69]
- 舞台『夏空のモノローグ』オーディオコメンタリー上映イベント（2025年7月29日、/イオンシネマ板橋 スクリーン2）- 木野瀬一輝 役[70]
- ミュージカル『DREAM!ing〜After Party〜』（2025年8月9日、/ニッショーホール）[71]
- 松井健太 「まつまつり2〜Kenta Matsui 2nd FAN MEETING 2025〜」 (2025年8月30日、恵比寿・エコー劇場）- ゲスト出演[72][73]
- 田中尚輝 「Naoki Tanaka 30th Birthday Event」 (2025年9月23日、シアター代官山）- ゲスト出演[74]
- 塚本コント「～人間関係～」 (2025年10月5日 - 6日、/DDD青山クロスシアター）[75][76]

### その他
- 俳優チャット小説アプリ『KISSMILLe（キスミル）』「MOMENT - 今、何を成すべきか？ - 」 - 月本怜士 役（2024年)[77]

## 作品

### 書籍
- 「トンボ学生服」モデル＜カタログ＞（2013年7月）
- ぐるぐるポーズカタログDVD-ROM4 学生服 モデル（2016年1月、マール社編集部）
- 「BEST STAGE」2020年7月号（音楽と人、2020年5月発行）[78]
- 舞台『刀剣乱舞』5周年記念OFFICIAL BOOK 下巻（2022年2月25日）[79]
- GIRLS CONTINUE vol.7（2022年2月25日）

### WEB書籍
- エンタメOVO（オーヴォ）インタビュー[80]

## CD
| 発売日         | 商品名 | キャスト | 歌                                                |
| -------------- | --- | --- | ------------------------------------------------- |
| 2023年 1月27日 | 2.5次元ダンスライブS.Q.S Episode 8 「SCHOOL REVOLUTION あの頃の僕らは」 主題歌 『SCHOOL REVOLUTION! −時計仕掛けのモラトリアム−』 | 篁志季役：塚本凌生 奥井翼役：瀬戸啓太 世良里津花役：阿部快征 村瀬大役：小林涼 和泉柊羽役：田中稔彦 堀宮英知役：中尾拳也 久我壱星役：山中健太 久我壱流役：山中翔太   | 『SCHOOL REVOLUTION! −時計仕掛けのモラトリアム−』 |
| 2024年 2月23日 | 2.5次元ダンスライブS.Q.S Episide 10 「月野奇譚 太極伝奇 -干戈騒乱-」 主題歌 『太極伝奇～約束～』                                 | 篁志季役：塚本凌生 奥井翼役：瀬戸啓太 世良里津花役：阿部快征 村瀬大役：中山優貴 和泉柊羽役：上山航平 堀宮英知役：藍沢晃多 久我壱星役：瀬川拓人 久我壱流役：北出流星 | 『太極伝奇～約束～』                              |